# Lower Class Brats

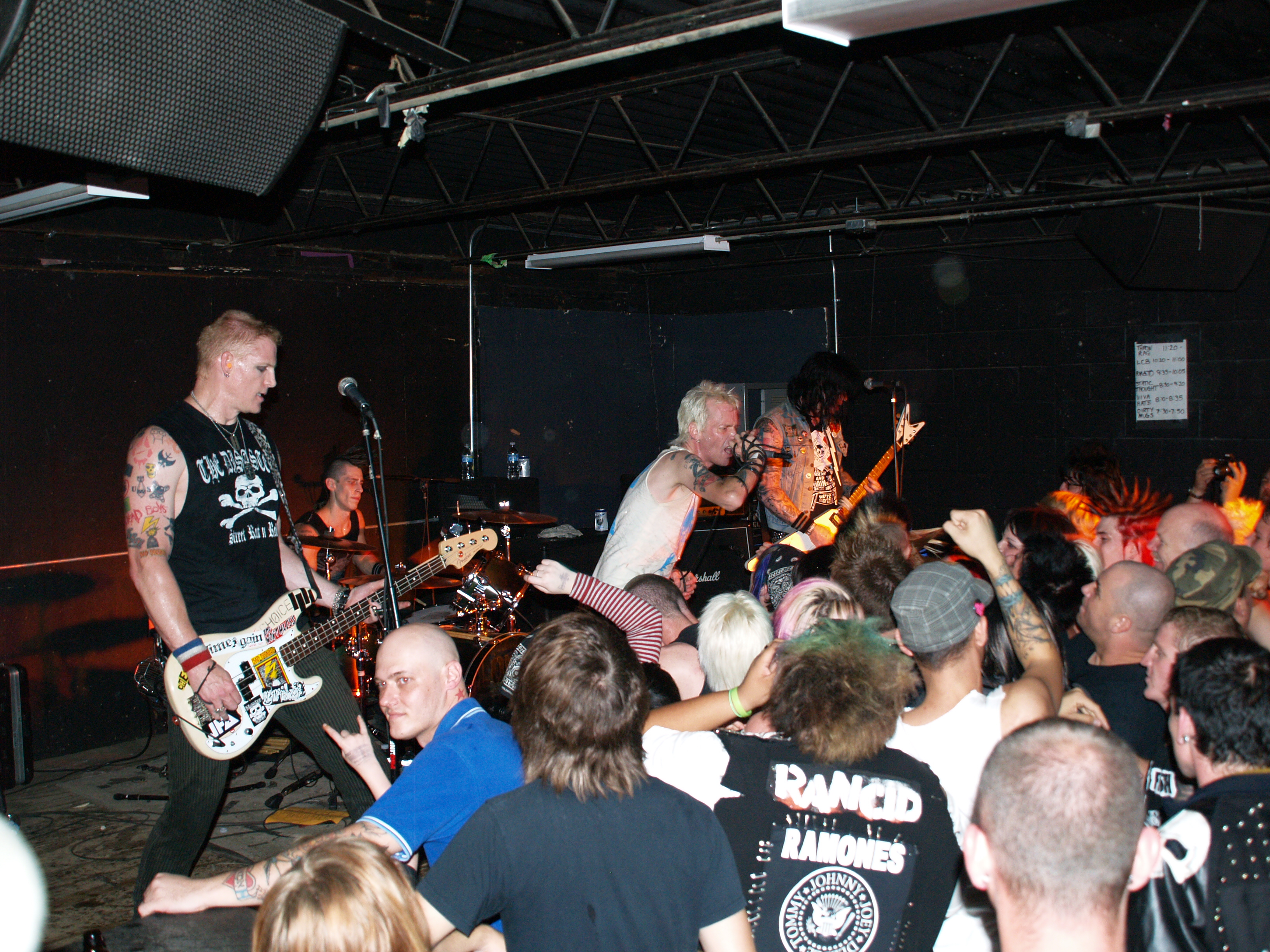
Lower Class Brats 2008

Lower Class Brats sind eine amerikanische Punkrockband. Die Gruppe stammt aus Austin, Texas. 

## Geschichte
Ihren Hardcore-Punk-Sound beschreibt die Band als Mischung aus hochenergetischem Rock ’n’ Roll und lautem Streetpunk. Die Texte der Band thematisieren vor allem Dinge aus A Clockwork Orange und nutzen dabei Nadsat. 
Die Band hat bisher vier Alben veröffentlicht. Neben acht 7"- und zwei 12"-Singles, welche die Lower Class Brats herausgegeben haben, finden sich mehrere Titel der Band auf diversen Samplern. 

## Diskografie

### Alben
- 1998: Rather Be Hated Than Ignored (CD, G.M.M., Wiederveröffentlichung 2001 bei Punk Core)
- 2000: The Plot Sickens (LP/CD, Punk Core)
- 2003: A Class of Our Own (CD/LP, Punk Core)
- 2003: Clockwork Singles Collection: Real Punk Is An Endangered Species (CD, Punk Core)
- 2006: The New Seditionaires (CD, TKO Records, Dirty Punk Records)

### Kollaborationen
- 1998: Skins & Pins
- 2000: Never Mind the Sex Pistols, Here's the Tribute
- 2000: Streetpunk '99: First Annual Midwest Oi!
- 2001: Cheap Shots and Low Blows, Vol. 1: The TKO Singles 19
- 2003: Class of Our Own

## Bandmitglieder
- Bones DeLarge: Gesang
- Marty Volume: Gitarre
- EVO: Bass
- Clay: Schlagzeug